# Begoña Oro
Begoña Oro Pradera (Zaragoza) es una escritora española, dedicada tanto a la literatura infantil y juvenil como a la de adultos. 

## Trayectoria
Estudió Derecho en la Facultad de derecho de Zaragoza, y se especializó en Literatura en la Universidad Pompeu Fabra de Barcelona, donde realizó un curso de posgrado en el IDEC en 1997.
Ha trabajado como editora en Madrid y Barcelona. Durante este periodo fue editora de libros prácticos, clásicos, y juveniles. Combinó esta actividad con la difusión y comunicación editorial para fomentar la lectura, aventura que la llevó a realizar talleres de lectura por Centroamérica. Dicha actividad de difusión sigue haciéndola en la actualidad mediante charlas y talleres dirigidos a público diverso, desde niños a abuelos. 
Es autora de numerosas obras, y también ha escrito libros de texto y materiales de lectura (artículos, cuadernos de escritura, publicaciones sobre fomento de la lectura, guías del Plan Lector de Centro "Leo Todo", etc.)
Ha traducido obras de escritoras de literatura infantil y juveniles, tales como: Barbara Park, Sara Young, Paulette Bourgeois, Nancy E. Krulik, Wanda Coven, Annie Barrows etc.
El 3 de junio de 2015 participó en el evento de promoción de la lectura infantil y juvenil, organizado por Pepe Trívez en el Museo de Zaragoza, Leer en el Museo junto con Andrés Chueca, David Guirao, María Frisa, Sandra Andrés, David Lozano y Pepe Serrano.
En diciembre de 2023, coincidiendo con la apertura de la 29.ª Feria del libro aragonés en Monzón (Huesca) de la que además fue pregonera, Begoña Oro fue homenajeada con su propio monolito de hierro en el Paseo de la letras aragonesas de la localidad. En el acto también se honró al escritor Miguel Mena y al poeta Rosendo Tello, para quienes también se instalaron sendos monolitos.
En julio de 2024 le fue concedido el premio Premio Cervantes Chico de Literatura Infantil y Juvenil, por “la calidad, alcance y popularidad objetiva de su trabajo en la literatura infantil y juvenil”.

## Premios
- Premio Gran Angular de Literatura Juvenil 2011, "Pomelo y Limón" [8]
- Premio Hache de Literatura Juvenil 2012, "Pomelo y Limón" [9]
- Premio Eurostars de Narrativa de viajes 2014, "¡Buenas noches, Miami!"[10]
- Premio Lazarillo 2018, "Un fuego rojo"[11]
- Premio Jaén literatura juvenil 2018, "Tu tan cáncer y yo tan virgo"[12]
- Premio Cervantes Chico 2024.

## Obras
- Pásatelo en grande, 1996
- L'elefanta Al, 2004
- Letras con cuento (A,E,I,O,U), 2005
- Un asunto top secret, 2006
- Las sonrisas perdidas, 2006
- El cuento de la B, 2006
- El cuento de la D, 2006
- El cuento de la P, 2006
- El cuento de la T, 2008
- El cuento de la M, 2008
- Aragón, 2008
- Pupipedia, 2011
- Pomelo y limón, 2011
- Croquetas y wasaps, 2013
- ¿Quién dijo miedo? 2014
- ¡Buenas noches, Miami! 2014
- Cómo consolar a una ardilla, 2014
- Vocales con cuento, 2014
- La despensa mágica, 2014
- El niño del carrito, 2015
- ¡Socorro, una alcantarilla! 2015
- El misterio del timbre, 2015
- Pistas apestosas, 2016
- ¨104 formas de engañarse¨

- Rasi quiere volar, 2016
- Las abuelas chanchulleras, 2017
- Día a día, letra a letra, de la A a la Z, 2017
- Cuentos bonitos para quedarse fritos, 2017
- Rasi, ayudante del ratoncito Pérez, 2017
- En busca de la ardilla perdida, 2018
- El superpoder de Rasi, 2018
- Cuentos de amor para un mundo mejor, 2018
- Los visitantes mutantes, 2018
- Un cumpleaños de altura, 2018
- Amor & hate, 2024 con Roberto Santiago, Nando López y Belén Gopegui. Ilustración: Genie Espinosa[13]